# Arthroleptis xenodactyloides
Arthroleptis xenodactyloides là một loài ếch thuộc họ Arthroleptidae.
Loài này có ở Malawi, Mozambique, Tanzania, Zambia, Zimbabwe, và có thể cả Cộng hòa Dân chủ Congo.
Môi trường sống tự nhiên của chúng là rừng khô nhiệt đới hoặc cận nhiệt đới, rừng ẩm vùng đất thấp nhiệt đới hoặc cận nhiệt đới, vùng núi ẩm nhiệt đới hoặc cận nhiệt đới, xavan ẩm, đồng cỏ nhiệt đới hoặc cận nhiệt đới vùng đất cao, và đầm lầy.
Chúng hiện đang bị đe dọa vì mất môi trường sống.